# Гёте, Эрик Густав
Эрик Густав Гёте (нем. Erik Gustaf Göthe, 1779—1838) — шведский скульптор, профессор Шведской академии художеств.
Родился 26 июля 1779 года в Стокгольме. Его родители — капитан Йохан Адольф Гёте и Кристина Ловиза Блом.
Изначально Гёте стал изучать архитектуру под руководством Луи-Жана Депре, однако затем решил посвятить себя скульптуре и перешёл в ученики к Юхану Тобиасу Сергелю. Получив обычную стипендию в Академии художеств, Гёте в 1803 году уехал в Италию и был принят в римскую мастерскую Антонио Кановы. Здесь он исполнил несколько весьма значительных работ: «Мелеагр», «Вакх» в натуральную величину и другие.
В 1810 году Гёте вернулся на родину. Ему было поручено установить памятник убитому графу Хансу Акселю фон Ферзену. Также он исполнил несколько неоклассистических скульптур в натуральную величину — «Венера», «Молодой Вакх», «Геба». Гёте много упрекали, что его произведения, даже самые лучшие, были весьма унылы, тяжелы и неровны. Его некоторые скульптуры, прекрасно проработанные, в сравнении с другими выглядели совершенно мёртво и незначительно. Наиболее удачливым он оказался в единственной поистине монументальной своей работе: статуя Карла XIII, отлитая Карбонно в Париже, была открыта в 1821 году (Стокгольм). В 1837 году Гёте был избран профессором Шведской академии художеств.

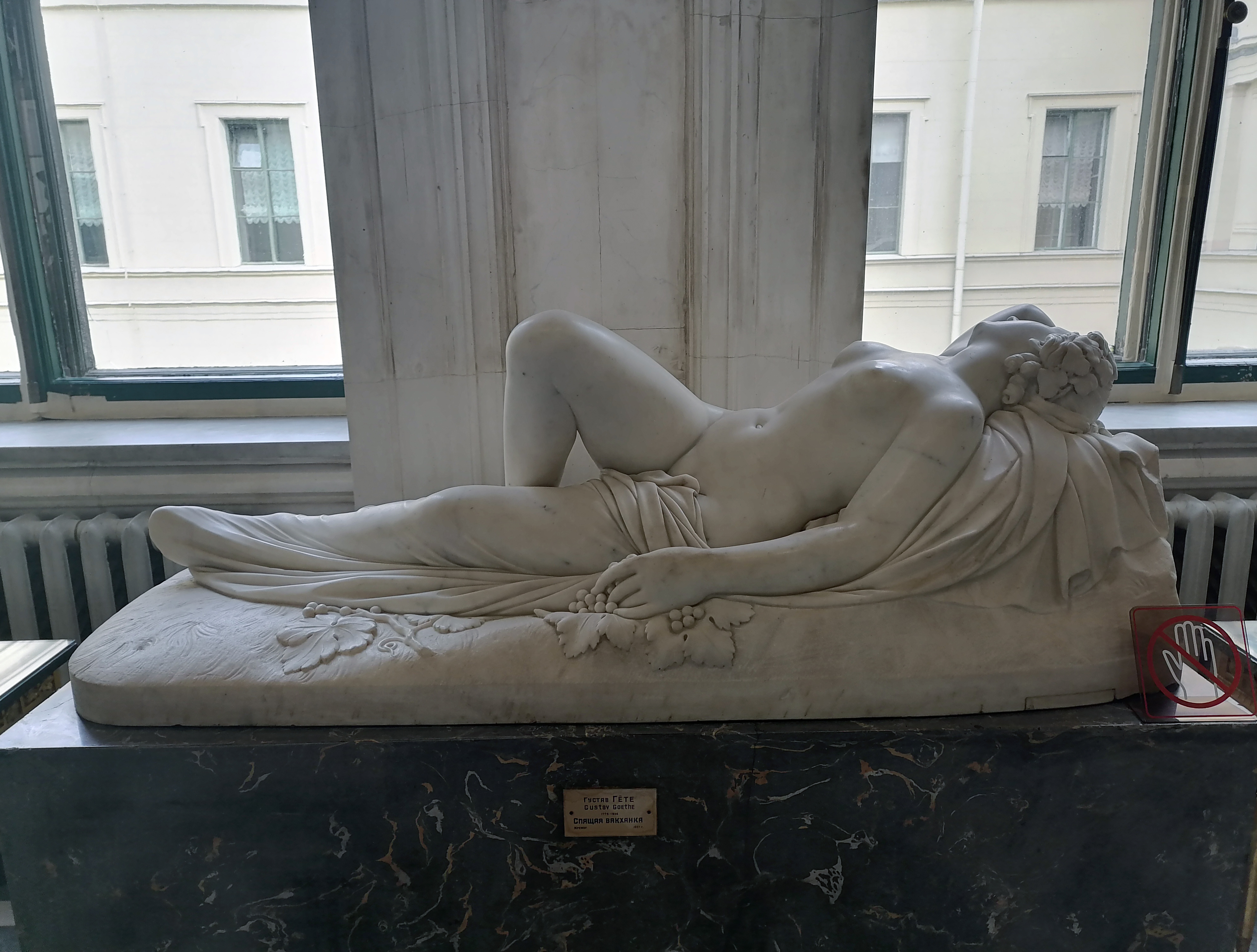
Спящая вакханка. Эрмитаж

В 1822 году Гёте посетил Санкт-Петербург, вероятно, по совету российского посла П. К. Сухтелена, и сделал там статую сидящей Екатерины II (по заказу П. В. Мятлева, сейчас находится в Эрмитаже) и молодой лежащей вакханки. Эта последняя скульптура получила множество лестных отзывов. В частности П. П. Свиньин писал: «Гёте здесь, под суровым небом столицы Севера, нашёл Прометеев огонь для оживления своей Вакханки». Хранитель западноевпропейской скульптуры XIX—XX веков в Государственном Эрмитаже Е. И. Карчёва считает, что «Спящая вакханка» принадлежит к числу лучших произведений Гёте. За неё, а также за статую «Бахус» и бюст И. П. Мартоса Гёте был избран почётным вольным общником Санкт-Петербургской академии художеств. Статуя Екатерины II не получила столь единодушных высоких оценок. В. И. Григорович писал: «механическая работа прекрасна; стиль в драпировке довольно хороший, руки отлично хороши». Но П. П. Свиньин был довольно резок: «драпировка сделана хорошо, правильно, но без силы, без чувств».
Последней работой Гёте был шпиль церкви Риддархольм в Стокгольме, сделанный из чугуна по его чертежам.
Умер в Стокгольме 26 ноября 1838 года.